# جان تیلور کارولین
جان تیلور کارولین (به انگلیسی: John Taylor of Caroline) سناتور سابق عضو حزب دموکرات-جمهوری‌خواه بود. وی در سال ۱۷۹۲ تا ۱۷۹۴ و ۱۸۰۳ و ۱۸۲۲ تا ۱۸۲۴ میلادی سناتور ایالت ویرجینیا در سنای ایالات متحده آمریکا بود.